# Jakuschynzi
Jakuschynzi (ukrainisch Якушинці; russisch Якушинцы Jakuschinzy) ist ein Dorf im Nordwesten der ukrainischen Oblast Winnyzja mit etwa 2400 Einwohnern.

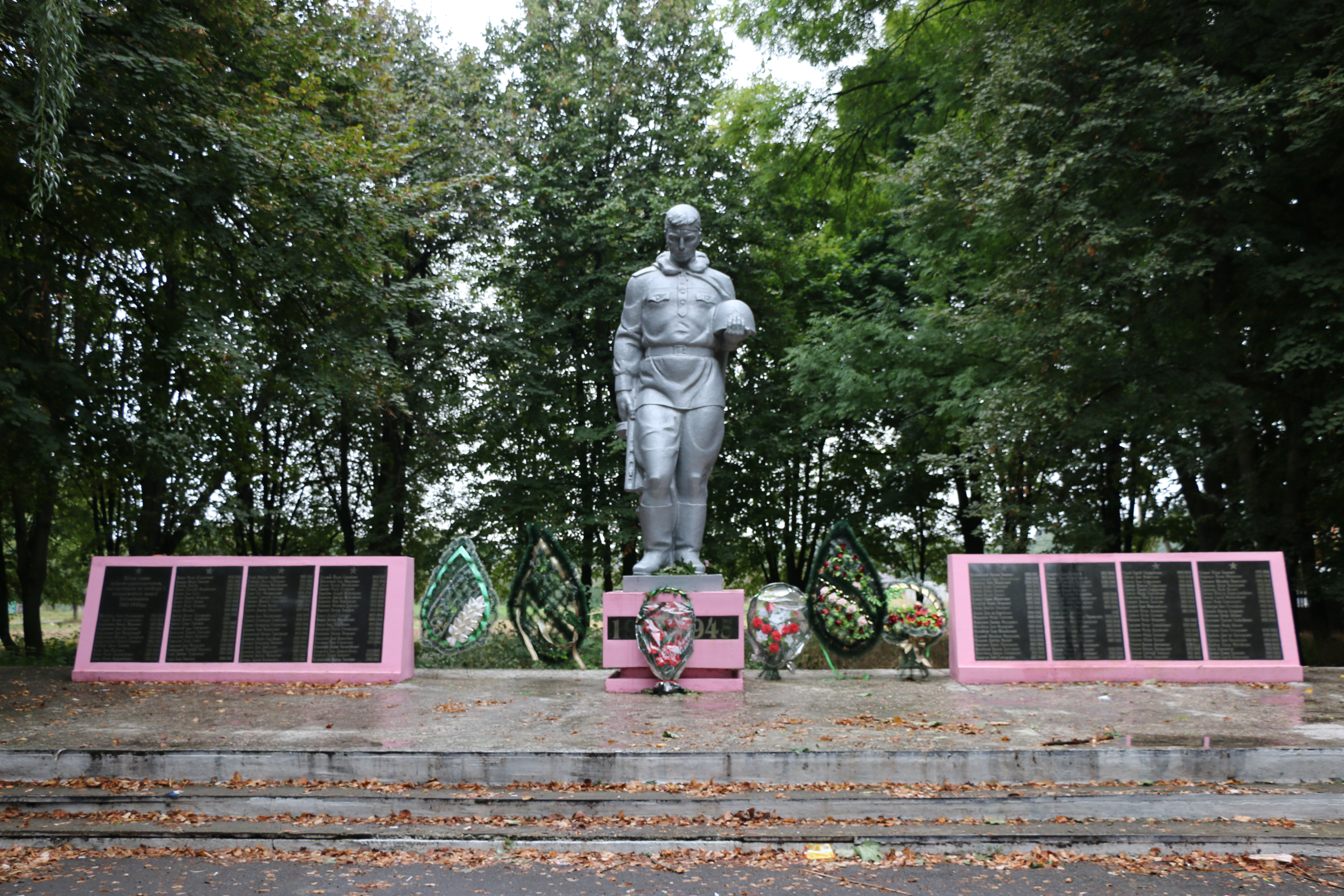
Denkmal im Ort

Das Dorf wurde im 16. Jahrhundert zum ersten Mal schriftlich erwähnt und liegt nördlich der ukrainischen Fernstraße M 12/Europastraße 50, 9 Kilometer nordwestlich der Rajons- und Oblasthauptstadt Winnyzja.

## Verwaltungsgliederung
Am 25. Oktober 2016 wurde das Dorf zum Zentrum der neugegründeten Landgemeinde Jakuschynzi (Якушинецька сільська громада/Jakuschynezka silska hromada). Zu dieser zählten auch die 5 Dörfer Ksaweriwka, Lyssohora, Majdan, Sarwanzi und Sloboda-Daschkowezka sowie die Ansiedlung Beresyna, bis dahin bildete es zusammen mit dem Dorf Sarwanzi sowie der Ansiedlung Beresyna die gleichnamige Landratsgemeinde Jakuschynzi (Якушинецька сільська рада/Jakuschynezka silska rada) im Westen des Rajons Winnyzja.
Am 8. Februar 2019 kamen noch die Dörfer Daschkiwzi und Nekrassowe zum Gemeindegebiet, am 12. Juni 2020 noch die 8 in der untenstehenden Tabelle aufgelisteten Dörfer.
Folgende Orte sind neben dem Hauptort Jakuschynzi Teil der Gemeinde:
| Name                     | Name                | Name                                         |
| ukrainisch transkribiert | ukrainisch          | russisch                                     |
| ------------------------ | ------------------- | -------------------------------------------- |
| Beresyna                 | Березина            | Березина (Beresina)                          |
| Daschkiwzi               | Дашківці            | Дашковцы (Daschkowzy)                        |
| Iskrynja                 | Іскриня             | Искриня (Iskrinja)                           |
| Ksaweriwka               | Ксаверівка          | Ксаверовка (Ksawerowka)                      |
| Lyssohora                | Лисогора            | Лысогора (Lyssogora)                         |
| Lyssjanka                | Лисянка             | Лисянка (Lissjanka)                          |
| Lukaschiwka              | Лукашівка           | Лукашовка (Lukaschowka)                      |
| Majdan                   | Майдан              | Майдан (Maidan)                              |
| Machniwka                | Махнівка            | Махновка (Machnowka)                         |
| Mykulynzi                | Микулинці           | Микулинцы (Mikulinzy)                        |
| Nekrassowe               | Некрасове           | Некрасово (Nekrassowo)                       |
| Pultiwzi                 | Пултівці            | Пултовцы (Pultowzy)                          |
| Rischok                  | Ріжок               | Рожок (Roschok)                              |
| Sarwanzi                 | Зарванці            | Зарванцы (Sarwanzy)                          |
| Schyroka Hreblja         | Широка Гребля       | Широкая Гребля (Schirokaja Greblja)          |
| Sloboda-Daschkowezka     | Слобода-Дашковецька | Слобода-Дашковецкая (Sloboda-Daschkowezkaja) |